# Trenčín
Trenčín (Trentxín) és una ciutat d'Eslovàquia. Es troba molt a prop de la frontera amb la República Txeca.

## Geografia
Trenčín és una ciutat a l'oest d'Eslovàquia, a la vora del Váh, entre els Carpats Blancs al nord i a l'oest, les muntanyes de Strážov a l'est i les muntanyes de Považský Inovec al sud. Pel que fa a la geomorfologia, la major part de la ciutat es troba al fons de la vall de la Podòlia de Považie, franquejada pel circ de Trenčin, que s'estén en direcció sud-oest, i el circ d'Ilavská, al nord-est. El centre de la vila arriba als 211 m, a la riba esquerra del Váh.
El canal Kočkovský uneix el Váh una mica més amunt del centre, mentre que avall, el canal de Biskupick se'n separa. La frontera amb la República Txeca es troba a uns 20 km al nord-oest de la ciutat, seguint la línia dels Carpats Blancs. La capital del país, Bratislava, es troba a 120 km, i l'altra gran ciutat eslovaca, Žilina, a uns 80 km.

## Història

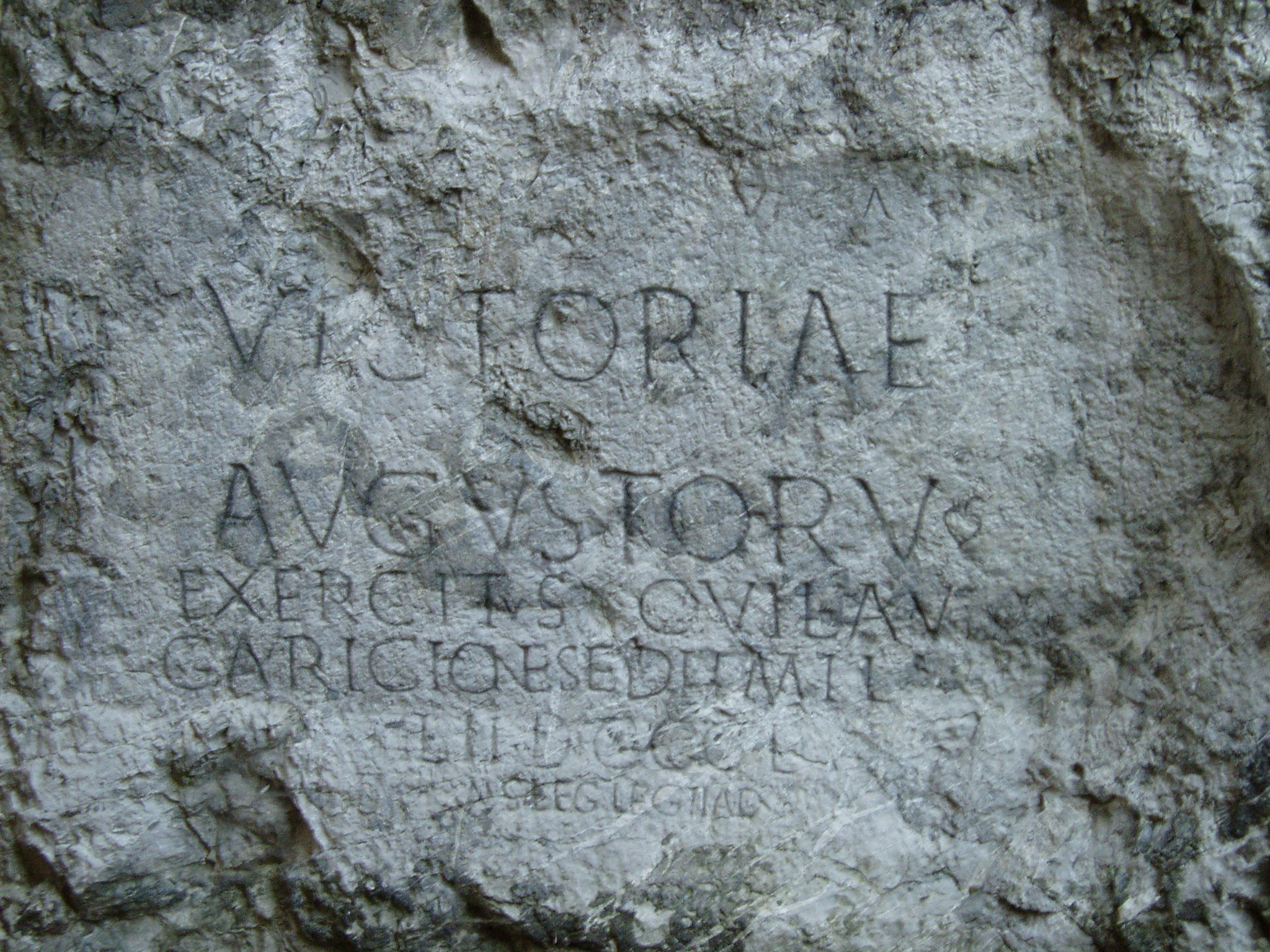
Inscripció romana que dona testimoni de la instal·lació d'un campament provisional romà sota el regnat de Marc Aureli.

Trenčín fou habitat per l'home ja a l'edat de pedra i des d'aleshores ha estat poblat. S'hi han trobat vestigis neolítics característics de la cultura de Maďarovce, lusaciana i de Puchau. El poble es troba a la ruta de l'ambre. Als segles II aC i I aC hi havia un oppidum celta, conquerit més tard per les tribus germàniques, quades i marcomans. Una estela romana, descoberta als vessants del castell de Trenčín, data del 179 i fou gravada durant el transcurs de la guerra, sota el regnat de Marc Aureli, entre l'Imperi Romà i els quades; designa la vila de Trenčín com el punt més septentrional de l'avançada romana a l'Europa central fora d'Alemanya. Aquesta estela permet conèixer el nom en llatí del campament romà, Laugaricio (text de l'estela: Victoriae Augustorum exercitus, qui Laugaricione sedit, mil(ites) l(egiones) II DCCCLV. (Maximi)anus leg(atus leg)ionis II Ad(iutricis) cur(avit) f(aciendum). Aquest nom pot provenir del grec Leukaristos, conegut a través de Claudi Ptolemeu l'any 150.
Cap a finals del segle iv, les invasions bàrbares canviaren les condicions de vida. El 568 els germans, comandats per Alboin, ocuparen la conca dels Carpats i arribaren fins a Itàlia, deixant els primers territoris als eslaus. Hi ha vestigis arqueològics dels segles V i VI que testimonien llur presència a la regió.
A l'època de la Gran Moràvia, Trenčín ja era una vila important. Amb la decadència de l'Imperi Morau, fou de mica en mica absorbit pel Regne d'Hongria, que aleshores emergia; aquesta evolució es consumà a finals del segle x. Al segle xi el castell esdevingué la capital del Comtat de Trenčín, que controlava mitja vall del Váh. La seva posició estratègica el convertia en l'objectiu de les ambicions dels tres regnes veïns: Hongria, Polònia i Bohèmia. El 1067 ja hi ha mencionat un primer assalt dels prínceps de Bohèmia, que és també la primera menció del castell.

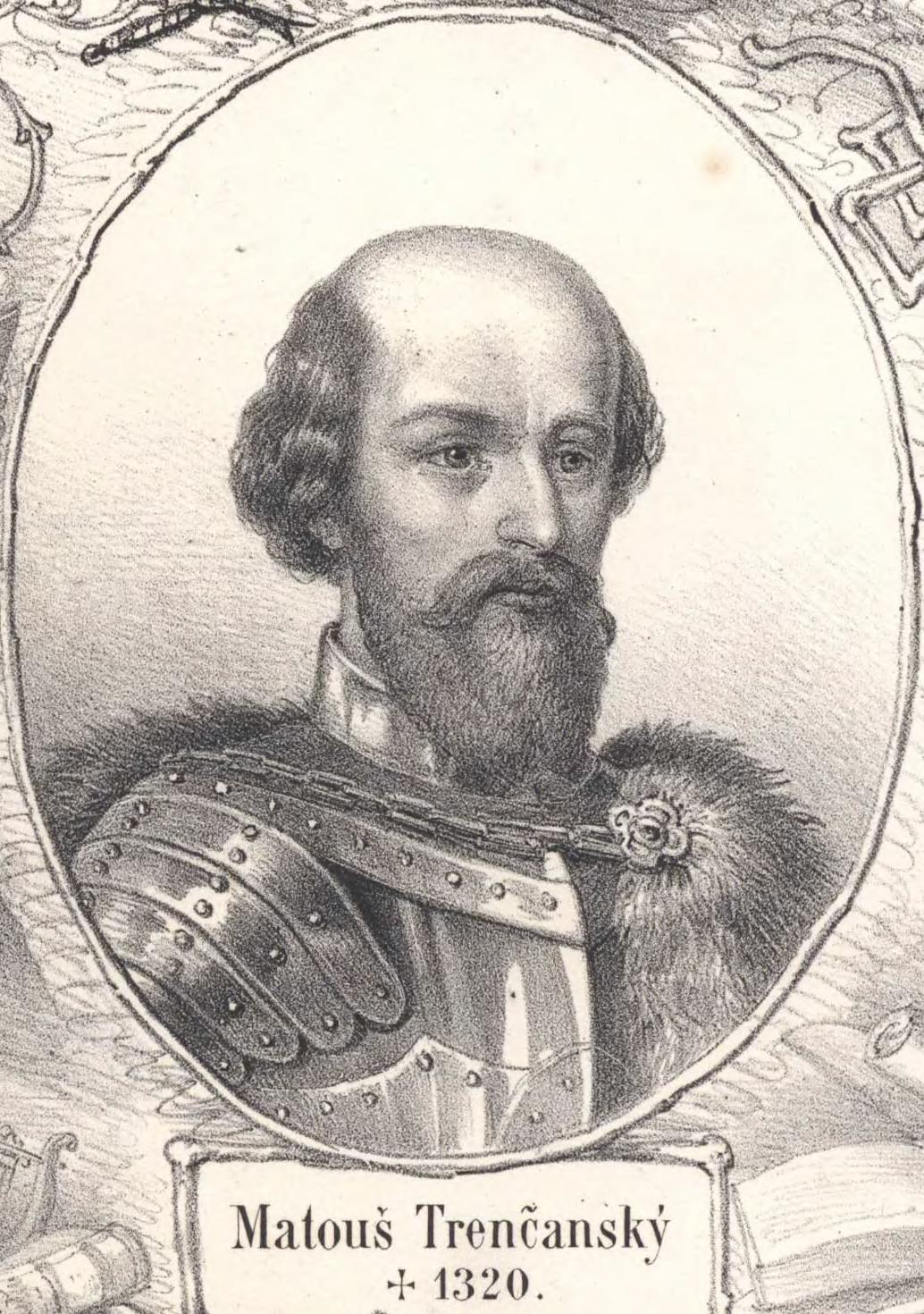
Máté Csák, potentat local del.

La vila que hi havia al voltant del castell fou citada per primer cop a l'Acte de Zobor (1111) amb el nom de Treinchen. Al segle xiii ja gaudia d'un dret de mercat. El 1241 fou saquejada durant les invasions mongoles, però els conqueridors no aconseguiren entrar al castell.
Durant l'esmicolament territorial que se'n seguí, Trenčín fou del 1302 al 1321 el castell del senyor hongarès Máté Csák, que des d'allà estant controlà molts d'anys la major part del seu territori (a l'actual Eslovàquia). Després de la mort de Csák, la vila i el castell foren presos per l'exèrcit reial hongarès. Malgrat les seves posicions passades, la vila es beneficià d'un nombre creixent de prerrogatives econòmiques i jurídiques al llarg de les dècades següents: així doncs, el 1324 els seus mercaders estaven exempts de pagar els tributs del Regne d'Hongria; el 1335, pel Tractat de Trenčín entre el rei d'Hongria, Carles I, i el rei de Bohèmia, Joan el Cec, i també el rei de Polònia, Casimir III, Polònia renunciava «per sempre» a Silèsia en benefici del Regne de Bohèmia; amb la qual cosa se'n seguí una llarga pau. El 1370, l'obertura d'una fira anual feu augmentar la vila, i el 1380 els burgesos obtingueren el privilegi de la cervesa. Malgrat això, no fou fins al 1412 que el rei Segimon I reconegué Trenčín com ciutat imperial lliure. A finals del segle XV la vila tenia ja catorze corporacions i molts comerços.

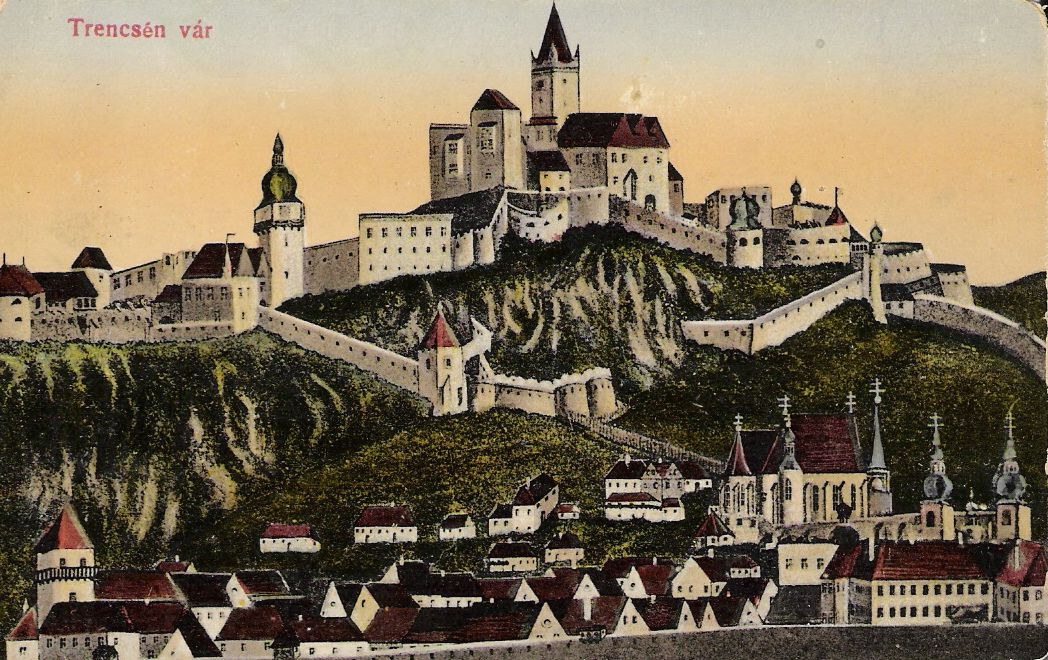
El castell de Trenčín cap al 1700.

Després de la derrota dels hongaresos a la batalla de Mohács (1526) la vila i el seu castell es trobaren al cor de la guerra de successió pel tron d'Hongria: el 1528 una traïció permeté a l'exèrcit de Ferran I de protegir-se al castell, defensat pels prínceps de Zápolya mentre que la Reforma guanyà la regió. Gairebé un segle més tard, després de la batalla de la Muntanya Blanca (1618), els refugiats hussites de Bohèmia feren créixer la població. Malgrat les campanyes militars devastadores del 1599 i del 1663, ni els turcs, ni llurs vassals aconseguiren prendre Trenčín. La vila visqué diversos aixecaments hongaresos, així com el pas de l'armada d'Esteve Bocskai el 1604, o el de Gabriel Bethlen el 1624. A l'esclat de la insurrecció d'Emeric Thököly, la vila fou el 1704 l'escenari d'enfrontaments entre els exèrcits de Francesc II, que controlava el país, i l'exèrcit imperial que defensava la fortalesa. El bloqueig dels kuruc durà quatre anys. Durant l'interval, la gana assolà la regió, i el 14 de maig de 1708 un incendi destruí 195 cases. Finalment, el 3 d'agost de 1708, els insurgents es veieren derrotats per l'exèrcit imperial a la batalla de Trenčín, i hagueren de retrocedir. Aquest període calamitós s'acaba amb dues epidèmies de pesta, entre el 1710 i el 1715. Durant la primera epidèmia, la vila perdé més de 1.000 habitants, i només 222 durant la segona. Un segon gran incendi, el 1790, destruí el centre i el castell.
Malgrat la pèrdua de ciutat imperial lliure i la incorporació de la ciutat al Comtat de Trenčín, la indústria començà a desenvolupar-s'hi durant la segona meitat del segle xix. La línia ferroviària de la vall del Váh arribà fins a Istebník, a la riba dreta del Váh, i quatre anys més tard, l'estació de Trenčín ja entrà en funcionament. Tot de noves línies permeteren el pas a través del coll del Vlara a la vall del Nitra. Entre el 1880 i el 1913 s'hi establiren, successivament, una destil·leria, una fusteria, una fàbrica d'explosius (que tancà el 1918) i una fàbrica de fils. A continuació, la vila s'especialitzà en la construcció mecànica. El 1907 la vila ja estava electrificada. L'exèrcit austrohongarès hi destinà diverses unitats: el 1914 hi havia el 71è Regiment d'Infanteria Hongarès «Galgótzy» i el 15è i 71è Regiment d'Infanteria «Honvéd».
Després de la dissolució de l'Imperi Austrohongarès, a començaments del novembre de 1918, la vila fou ocupada per l'exèrcit txecoslovac (d'acord amb les estipulacions del Tractat del Trianon). Amb el títol de capital comarcal el 1923 durant el període d'entreguerres, s'hi desenvolupà les indústries tèxtil i agroalimentària, tot i que la vocació estratègica i la tradició militar de l'indret perduraren durant la Primera República de Txecoslovàquia i després a la República d'Eslovàquia. Durant la Segona Guerra Mundial, la població jueva fou deportada massivament, fins i tot els que tenien nacionalitat txeca. Entre l'aixecament patriòtic i la conquesta per part de l'Exèrcit Roig el 10 d'abril de 1945, 69 resistents foren executats per la Gestapo.
Sota l'administració del Partit Comunist, la vila fronterera conegué un creixement demogràfic considerable i els barris s'ompliren d'edificis. Una part del centre històric desaparegué sota la nova arquitectura comunista. El renaixement del centre començà pròpiament el 1990, després de la caiguda del comunisme, i el 1996 la vila tornà a ser la capital comarcal.

## Demografia
| Godina             | 1994   | 2004   | 2014   | 2024   |
| ------------------ | ------ | ------ | ------ | ------ |
| Nombre de persones | 58.347 | 56.850 | 55.857 | 54.130 |
| Diferència         |        | −2,56% | −1,74% | −3,09% |

| Godina             | 2023   | 2024   |
| ------------------ | ------ | ------ |
| Nombre de persones | 54.065 | 54.130 |
| Diferència         |        | +0,12% |

## Ciutats agermanades
- Cran-Gevrier, França
- Uherské Hradiště, República Txeca
- Zlín, República Txeca
- Tarnów, Polònia
- Békéscsaba, Hongria
- Kragujevac, Sèrbia
- Casalecchio di Reno, Itàlia